# Salvador Fidalgo i Lopegarcía
Salvador Fidalgo i Lopegarcía (La Seu d'Urgell, 6 d'agost de 1756 - Tacubaya, Mèxic, 27 de setembre de 1803) va ser un oficial naval de l'Armada Espanyola del segle xviii, recordat per haver realitzat diversos viatges d'exploració a la Costa Nord-oest d'Amèrica del Nord (costes de l'actual Alaska i Columbia Britànica).

## Biografia

### Inicis de carrera
Salvador Fidalgo va néixer a la Seu d'Urgell (Alt Urgell) sent hereu d'una família noble vasconavarra. Va ingressar a l'Armada Espanyola com guardiamarina en el Reial Col·legi de Guardiamarinas de Cadis. Es va graduar el 1775, amb el rang d'alferes de fragata.
Va ser elegit per ser membre de l'equip de cartògrafs de Vicente Tofiño de San Miguel, treballant durant la dècada de 1780 al primer atles dels ports d'Espanya i les seves aigües costaneres. Va servir en diverses tasques a la Mediterrània i va entrar en acció contra els britànics i portuguesos. El 1778 va ser ascendit a tinent de navili i va ser assignat a l'estació naval espanyola de San Blas, a la costa del Pacífic de l'actual Mèxic.

### Expedició de Fidalgo de 1790

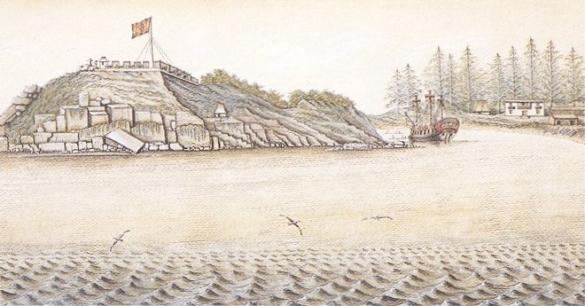
Fort espanyol de san Miguel a Nutka, 1793.

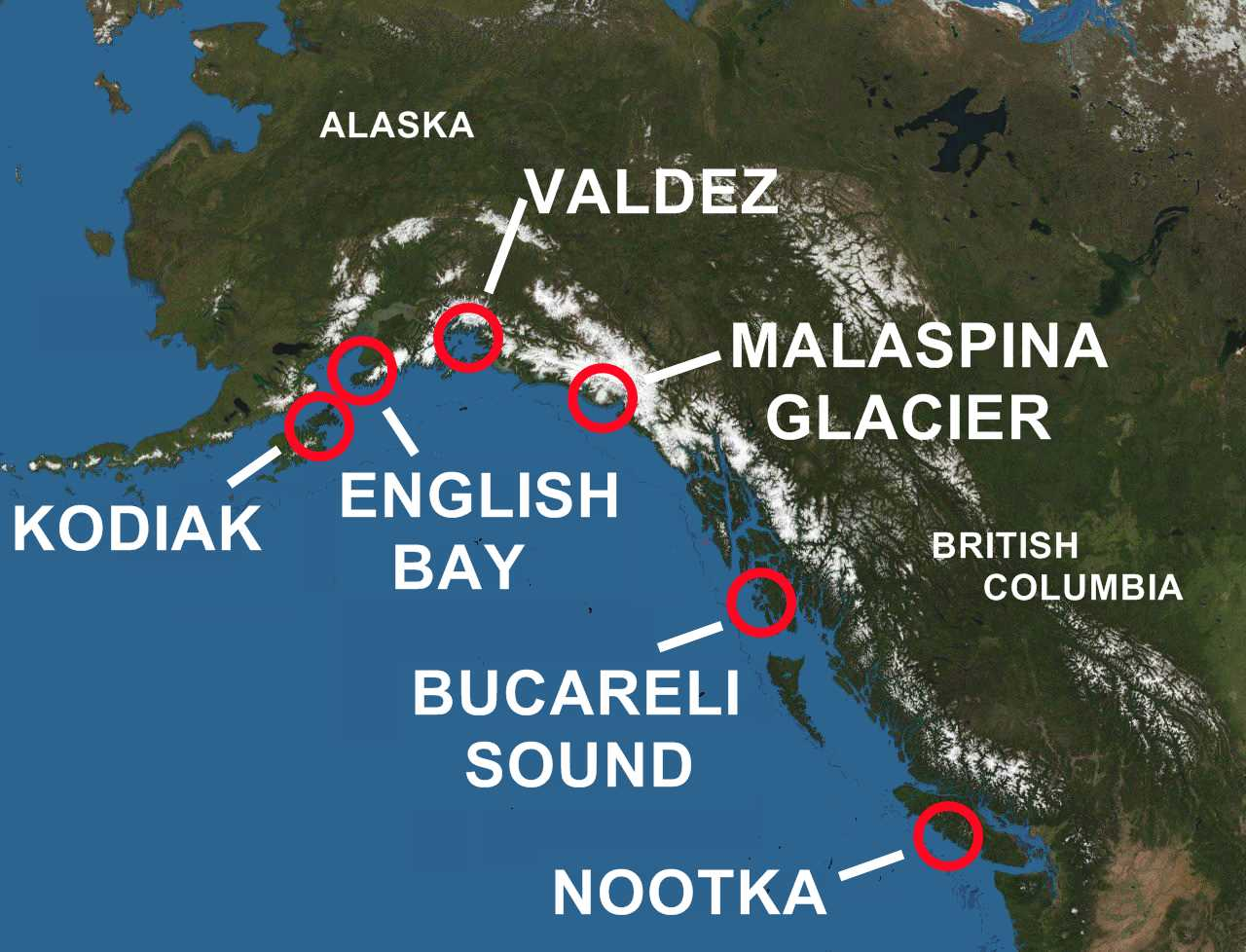
Localització dels llocs de contacte espanyols al Pacífic Nord-Oest

Ja des de 1774, els espanyols havien reprès les expedicions d'exploració de la costa del Pacífic Nord-oest amb l'objectiu de reafirmar la seva sobirania i descobrir possibles assentaments de comerciants russos de pells, donats els creixents rumors sobre aquests comerciants a les costes de l'actual Alaska. Destacats oficials havien dirigit diverses expedicions -Pérez Hernández (1774), Bruno de Heceta i Juan Francisco de la Bodega y Quadra (1775), Arteaga i de la Bodega y Quadra (1779) i Martínez i López de Haro (1788)-, ell trobant-se els russos sol el 1788. Alertats perquè pensaven que Rússia volia establir-se de forma permanent en el Nootka Sound (una abrigada badia a l'Illa de Nutka, una petita illa costanera de la costa occidental de l'illa de Vancouver), els espanyols van manar novament a Martínez i a Haro el 1989 per prendre'l preventivament i fundar allà un lloc, San Lorenzo de Nootka, que es convertiria en el més septentrional de la Nova Espanya. A l'any següent van enviar tres vaixells més per fundar un fort, el fort de San Miguel, on va quedar establerta una petita guarnició
El 1790, sota la direcció de Juan Vicente de Güemes, segon comte de Revillagigedo, llavors virrei de la Nova Espanya, Fidalgo va ser enviat a San Lorenzo de Nootka. El 5 de maig de 1790, Fidalgo va salpar amb el San Carlos de Nutka amb rumb al Prince William Sound i al Cook Inlet, a les costes d'Alaska, i algunes setmanes més tard, va ancorar davant l'actual Cordova. L'expedició no va trobar signes de la presència russa i va negociar amb nadius de la zona. El 3 de juny van desembarcar a la costa de l'actual Orca Inlet, i, en una cerimònia solemne, Fidalgo van erigir una gran creu de fusta, reafirmat la sobirania espanyola i nomenant la zona com Port Córdova. Fidalgo va continuar al llarg de la costa d'Alaska, fins a assolir punta Gravina, on va celebrar una altra cerimònia de reafirmació de la sobirania espanyola. El 15 de juny van descobrir un port, al que van cridar Port Valdez, en honor d'Antonio Valdés, llavors Ministre de l'Armada Espanyola.
El 4 de juliol l'expedició va fer el seu primer contacte amb els russos, a la costa sud-oest de la Península de Kenai, que Fidalgo va cridar Port Revillagigedo. L'expedició va seguir endavant i va trobar el principal assentament rus de l'època a l'illa Kodiak, a l'actual Badia Tres Sants. Fidalgo va rebre els russos a bord del seu vaixell, i després, el 5 de juliol de 1790, va dur a terme una altra cerimònia de sobirania a prop del lloc avançat rus d'Alexandrovsk (avui badia Anglès o Nanwalek), al sud-oest de l'actual ciutat d'Anchorage, a la península de Kenai.
Fidalgo va portar a l'expedició de tornada a San Blas, arribant el 15 de novembre de 1790.

### L'assentament a badia Neah (1792)
El 1792 Salvador Fidalgo va ser assignat a establir un lloc espanyol en Badia neah (el nom de llavors en espanyol era el de Badia de Núñez Gaona), a la costa sud-oest de l'Estret De Juan De Fuca, en l'actual Estat de washington. Va arribar de San Blas a la corbeta La Princesa el 28 de maig de 1792. El lloc aviat va ser desembarassat de vegetació i va ser clarejat per a disposar un jardí, un camp clos per al bestiar (vaques, ovelles, porcs i cabres), i una estacada amb una petita guarnició.
El lloc va ser establert durant les negociacions entre Espanya i la Gran Bretanya arran de la Crisi de nutka que van culminar en la Convenció De Nutka. No estava clar si el lloc espanyol en el Nootka Sound hauria de ser cedit als britànics i la tasca de Fidalgo en badia Neah era preparar una possible reubicació del lloc espanyol a Nutka.
Més tard, durant la tardor de 1792 es va produir un conflicte entre els makah, nadius de badia Neah, i els espanyols. El segon al comandament de Fidalgo, el pilot Antonio Serantes, va ser assassinat i en represàlia, Fidalgo va ordenar un atac als makah, causant moltes baixes. Per aquesta acció Fidalgo va ser reprès després pels seus superiors. El lloc de badia Neah va ser abandonat i Fidalgo va ser cridat al Nootka Sound.

### Últims anys
El 1794 Fidalgo va ser ascendit a capità de fragata. El 1795 va navegar a l'Argentina per lliurar documents diplomàtics. El 1801 va reprimir una rebel·lió de nadius americans a l'Illa del tauró, en el Golf de califòrnia.
Salvador Fidalgo va morir el 27 de setembre de 1803 a Tacubaya, a prop de la Ciutat De Mèxic.

## Reconeixements
L'Illa Fidalgo, una petita illa de només 106,68 km²; a prop del Puget Sound, va ser anomenada en el seu honor.